# Lago Cronómetro
El lago Cronómetro es un lago de origen glacial andino ubicado en Argentina, en el territorio de la provincia del Chubut, en el departamento Futaleufú, Patagonia.

## Descripción
El lago Cronómetro se extiende de oeste a este en una longitud de 6,5 km. Se encuentra a unos quince kilómetros al este de lago Rosario. Se encuentra en la zona de la cordillera Patagónides, alineación orográfica casi paralela a los Andes, ubicado decenas de kilómetros hacia el oeste.
Las aguas del lago recogen pequeños afluentes del Cordón Kaquel (al norte del Cerro Cuche).
El lago forma parte de la cuenca del río Chubut y se encuentra a 35 kilómetros al noroeste de la localidad de Tecka. Su emisario, que nace en el extremo oriental desemboca en la margen izquierda del río Tecka, después de un recorrido de unos quince kilómetros al este.
Además, está lleno de peces, pero se prohíbe la pesca deportiva, ya que sus aguas son utilizadas para la acuicultura.